# Belgia na Letniej Uniwersjadzie 2009
Belgię na Letniej Uniwersjadzie w Belgradzie reprezentowało 27 sportowców. Belgowie zdobyli 3 medale (1 srebrny i 2 brązowe).
Belgia nie wystartowała w żadnym sporcie zespołowym.

## Medale

### Srebro
- Donny Truynes - gimnastyka sportowa, koń z łęgami

### Brąz
- Michael Bultheel - lekkoatletyka, bieg na 400 m przez płotki
- Joachim Bottleau - judo, kategoria poniżej 73 kilogramów